# Ivanka Shalapatova
Ivanka Nikolova Shalapatova bulgare : Иванка Николова Шалапатова) ; née le 23 septembre 1974, est une femme politique bulgare, ministre du Travail et de la Politique sociale de 2023 à 2024 dans le gouvernement Denkov.

## Biographie

### Formation
Ivanka Shalapatova est titulaire d'un master degree en philologie bulgare et anglaise. Elle obtient un doctorat en 2020,.

### Carrière politique et associative
En 1997, Ivanka Shalapatova travaille pour l'association caritative britannique European Children's Trust et, après le retrait de cette association de la Bulgarie en 2000, elle est directrice de For Our Children, l'association qui lui fait suite.
En 2013, elle occupe le poste de ministre adjoint du Travail et de la Politique sociale,.
En juin 2023, elle rejoint le gouvernement Denkov en tant que ministre du Travail et de la Politique sociale  sous l'étiquette du parti de centre droit GERB.